# Диоцез Ольборга

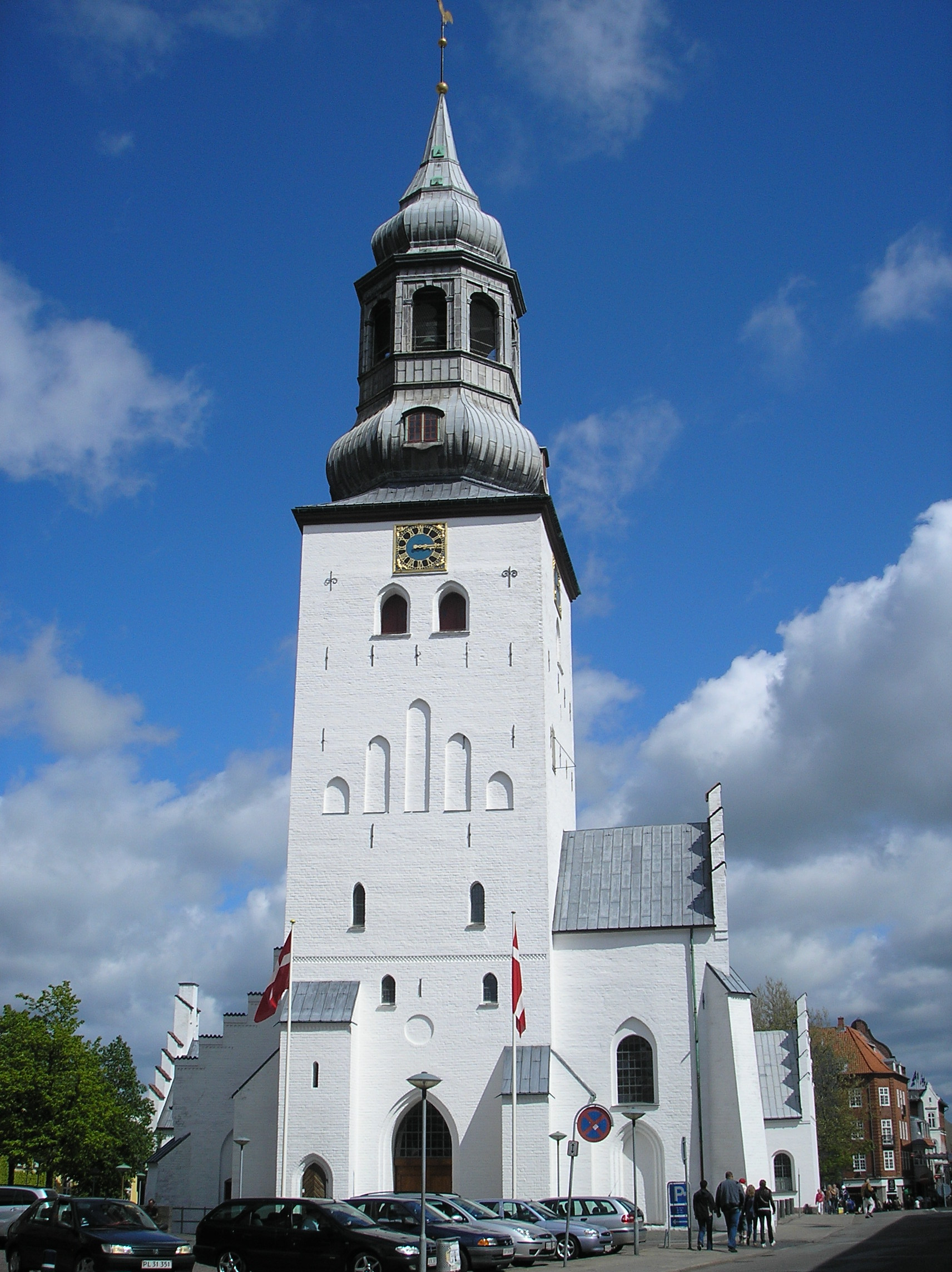
Собор Святого Будольфи

Диоцез Ольборга (дат. Aalborg Stift) — один из десяти диоцезов Церкви Дании. Диоцез был основан 29 сентября 1554 года во время Реформации. Епископский престол первоначально находился в монастыре Бёрглум (где ранее находился престол католических епископов Бёрглума), но позже в том же году он был перенесён в Собор Святого Будольфи в Ольборге.
По данным 2016 года прихожанами являются 83,8% населения диоцеза. С 2010 года епископом является Хеннинг Тофт Бро.

## Епископы
- Лоридс Нильсен: 1554 — 1557
- Йорген Мортенсен Борнхольм: 1557 — 1587
- Якоб Хольм: 1587 — 1609
- Кристиан Хансен Рибер: 1609 — 1642
- Андерс Андерсен Рингкёбинг: 1642 — 1668
- Пол Морита: 1668 — 1672
- Матиас Фосс: 1672 — 1683
- Хенрик Борнеманн: 1683 — 1693
- Йенс Биркерод: 1693 — 1708
- Франдс Теструп: 1708 — 1735
- Кристоффер Мумме: 1735 — 1737
- Бродер Брорсон: 1737 — 1778
- Кристиан Беверлин Студсгаард: 1778 — 1806
- Расмус Янсен: 1806 — 1827

- вакантно (1827 — 1833)

- Николай Фогтманн: 1833 — 1851
- Северин Клаудиус Уилкен Биндесбёлл: 1851 — 1856
- Петер Кристиан Кьеркегор: 1856 — 1876
- Петер Энгель Линд: 1875 — 1888
- Уильям Карл Шусбо: 1888 — 1900
- Фредрик Нильсен: 1900 — 1905
- Кристиан Мёллер: 1905 — 1915
- Кристиан Людвиг: 1915 — 1930
- Пол Ольденбург: 1930 — 1940
- Д. фон Хут Смит: 1940 — 1950
- Эрик Йенсен: 1950 — 1970
- Хенрик Кристиансен: 1975 — 1991
- Сёрен Лодберг Хвас: 1991 — 2010
- Хеннинг Тофт Бро: 2010 — н. в.